# Пірю
Пірю (кор. 비류왕, 比流王, Biryu-wang, Piryu-wang) — корейський ван, одинадцятий правитель держави Пекче періоду Трьох держав.

## Походження
Відповідно до «Самгук Сагі» був другим сином вана Кусу й молодшим братом вана Сабана. Втім сучасні дослідники вважають, що він був сином чи онуком молодшого брата Сабана через те, що на момент смерті вану Пірю мало б виповнитись 110 років. Після вбивства вана Пунсо трон зайняв Пірю, оскільки син Пунсо був надто малим. Таким чином до влади в державі повернулись нащадки засновника Пекче, вана Чхого.
«Самгук Сагі» зазначає, що він був щедрим і доброзичливим і, водночас, могутнім. Упродовж тривалого часу він жив серед простих людей, які захоплювались ним. Після смерті Пунсо всі діти останнього були надто малими, тому за наполяганням міністрів і народу новим ваном став саме Пірю.

## Правління
«Самгук Сагі» каже про такі головні події періоду правління Пірю:
- в перший день першого місяця весни 308 року відбулось сонячне затемнення;
- навесні 312 року ван доручив міністрам подорожувати країною та дізнаватись проблеми простого люду. За результатами тих поїздок правитель, зокрема, наказав видати допомогу вдовам, які не могли прокормити себе самотужки. Влітку того ж року ван відвідав храм Тонмьонсона.
- навесні 313 року було принесено жертву небесам і землі в південному храмі. Пірю особисто вбивав жертовних тварин;
- навесні 316 року Пекче спіткала посуха. На заході запалала нова зірка. Влітку того ж року столичні криниці переповнились;
- восени 320 року було збудовано стрілецьку вежу в західній частині палацу;
- навесні 321 року міністром внутрішніх справ зведений брат Пірю. Восени того ж року впродовж одного з днів на небі можна було бачити Венеру. На заході країни сарана знищила врожаї зернових;
- взимку 325 року ван вирушив на полювання на північ Кувона та вполював оленя;
- восени 327 року на небі спостерігалась хмара, схожа на червону ворону, що заступила сонце. Міністр внутрішніх справ узяв під контроль фортеці на північ від річки Хан і повстав. Ван відрядив війська, щоб придушити виступ зведеного брата;
- навесні та влітку 331 року держава потерпала від великої посухи, що призвела до загибелі багатьох рослин і висушила річки. Це тривало до осені, коли почались дощі. Того року через голод траплялись випадки канібалізму серед людей;
- влітку 333 року впала зірка. В царському палаці сталась пожежа, що перекинулась на помешкання інших людей. Восени палац було відновлено;
- у перший день першого місяця зими 335 року відбулось сонячне затемнення;
- в перший місяць весни 336 року спостерігався проліт комети;
- навесні 337 року з Сілли прибули посланці з подарунками;
- взимку 344 року ван помер.

## Спадкування
Сином Пірю був тринадцятий правитель Пекче, ван Кинчхого, який став найвідомішим володарем держави та привів її до піка могутності.